# Veress László (diplomata)
Veress László (Sepsiszentgyörgy, 1908. november 22. – London, 1980. szeptember 23.) diplomata, jogász.

## Életpályája
A második világháborús magyar kiugrási kísérletek résztvevője volt, aki diplomataként a kairói és isztambuli titkos tárgyalásokon Kállay Miklós miniszterelnök megbízásából képviselte Magyarországot. Magyarország részéről ő írta alá 1943. szeptember 9-én az angol kormány megbízottaival az előzetes megállapodást, amelyben Magyarország kötelezettséget vállalt arra, hogy amikor a szövetségesek elérik az ország határait, leteszi a fegyvert és a hadserege átáll a szövetségesek oldalára. A megállapodás tárgyát vesztette, ugyanis a szövetségesek nem nyitották meg a balkáni frontot, és Magyarország határait a szovjet csapatok érték el.
1947-ben hagyta el Magyarországot. Emigrációja alatt a BBC magyar adásának a munkatársa volt.